# Adlargidea
Adlargidea is een geslacht van wantsen uit de familie van de Miridae (Blindwantsen). Het geslacht werd voor het eerst wetenschappelijk beschreven door Schaffner in 1980.

## Soorten
Het genus is monotypisch en bevat alleen de volgende soort:

- Adlargidea pinicola Schaffner, 1980